# گریگوری دوبریگین
گریگوری دوبریگین (روسی: Григо́рий Эдуа́рдович Добры́гин؛ زادهٔ ۱۷ فوریهٔ ۱۹۸۶) یک هنرپیشه، کارگردان و فیلم‌نامه‌نویس اهل روسیه است. وی از سال ۲۰۰۹ میلادی تاکنون مشغول فعالیت بوده‌است.
از فیلم‌ها یا برنامه‌های تلویزیونی که وی در آن نقش داشته است می‌توان به تحت تعقیب‌ترین مرد، دریای سیاه، دریای سیاه، صاعقه سیاه و ما خائنیم اشاره کرد.
وی همچنین برندهٔ جوایزی همچون خرس نقره‌ای برای بهترین کارگردان شده است.